# Шпак звичайний

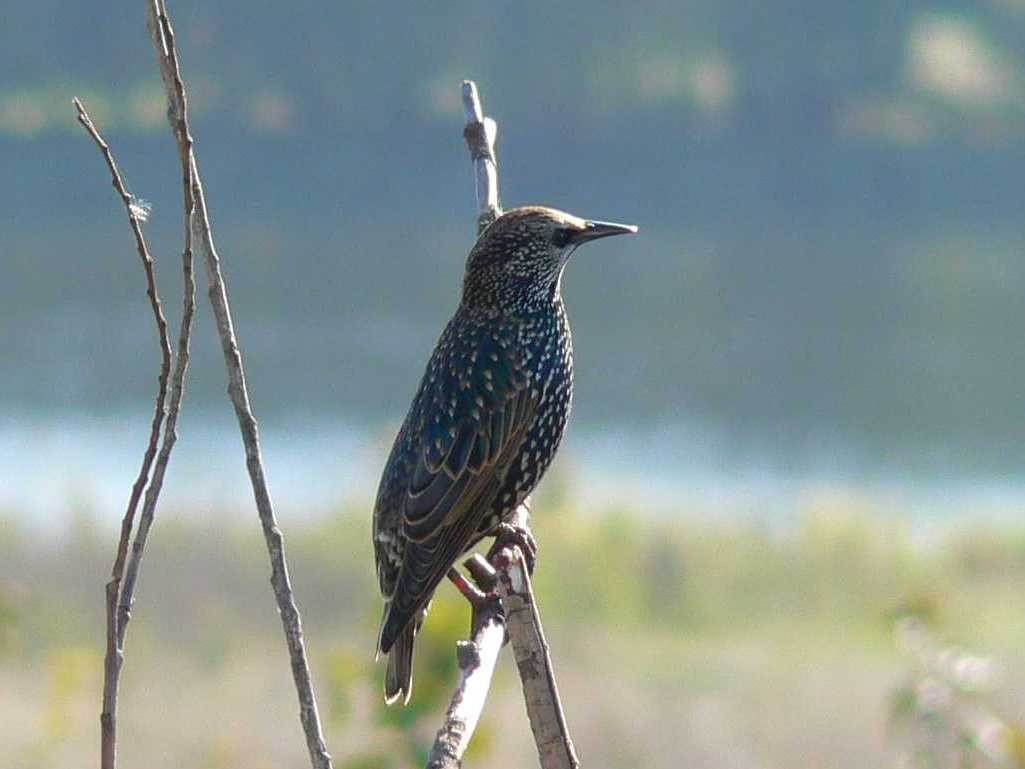

Шпак звича́йний, (Sturnus vulgaris) — вид птахів роду шпак родини шпакових ряду горобцеподібних. Довжина 19—22 см, вага 60—90 г.
Шпаки звичайні населяють всю територію України, більшу частину Європи та західної Азії. Ці птахи є постійними мешканцями південної і західної Європи. Восени мешканці північно-східної Європи здебільшого перелітають на південний захід Європи та у південно-західну Азію. Шпаки можуть також перелітати аж до Піренеїв та північної Африки, однак там вони не розмножуються. Шпаків також було завезено до Австралії, Нової Зеландії, Північної Америки та Південної Африки.

## Етимологія назви
Українська назва цього птаха походить від праслов. *ščьpakъ (пор. біл., рос. діал. шпак, пол. szpak, чеськ. špaček) — похідної від дієслова *ščipati («щипати», вжитого у значенні «дражнити», «наслідувати»). Це відбиває особливість поведінки шпака — передражнювати голоси інших птахів. Інші версії — від праслов. кореня *šьp- («шепотати»), від нім. Spatz («горобець»).

## Класифікація
Належить до типового виду роду Sturnus.
Існує кілька підвидів європейського шпака звичайного, які переважно різняться географією поселення.
- Sturnus vulgaris vulgaris (Карл Лінней, 1758). Населяє майже всю Європу, Ісландію, Канари.

Притаманні риси: зеленкуватий відтінок на голові, животі та в ділянці спини. Бронзово-малиновий відтінок кругом шиї до грудей. Малинкуваті боки та горішні краї крил. У східних мешканців відтінок більше малиновий, ніж бронзовий.
- Sturnus vulgaris faroensis (Фільден, 1872). Фарерський шпак.

Трохи більший за звичайного шпака (найпаче дзьоб і лапи). У дорослих темніше та менш яскраве зеленкувате покриття із значно меншою кількістю плям.
- Sturnus vulgaris zetlandicus (Ернст Гартерт, 1918). Зетлендський шпак. Населяє Зетлендські острови.

Схожий на faroensis, однак менший від нього за розміром, але дещо більший від шпака звичайного. Малюки темнуватішого кольору трапляються також у Шотландії, вказуючи на спорідненість із faroensis.
- Sturnus vulgaris granti (Гартерт, 1903). Азорський шпак. Мешкає на Азорських островах.

Схожий на європейського шпака звичайного, але дещо менший (особливо лапки). Часто трапляються з добре вираженим малиновим покриттям горішньої частини тіла.
- Sturnus vulgaris poltaratskyi (Финш, 1878). Населяє східний Башкортостан та далі на схід увесь Урал і центральний Сибір до озера Байкал та західної Монголії.

Також схожий на шпака звичайного, однак, покриття на голові переважно малинове, на спині зеленкувате, а на боках малиново-блакитне. На горішніх краях крил покриття блакитно-зелене.
- Sturnus vulgaris tauricus (Бутурлін, 1904). Таврійський шпак. Цей підвид мешкає на теренах Криму і в сточищі Дніпра далі на схід кругом узбережжя Чорного моря аж до Західної Азії.

Відрізняється від Звичайного шпака помітно довшими крилами. Пір'я на голові зелене, на тілі спижево-малинове. Майже не видно плям.
- Sturnus vulgaris purpurascens (Ґаулд, 1868). Мешкає від Східної Туреччини до Тбілісі та озера Севан і на східному узбережжі Чорного моря.

Схожий на звичайного шпака з дещо довшими крилами і зеленкуватим покриттям голови, яке доходить до вушного покриття шиї та горішньої частини грудей. Темні підкрильця і краї крил.
- Sturnus vulgaris caucasicus (Конрад Лоренц, 1887). Цей підвид мешкає від дельті річки Волги до Східного Кавказу та прилеглих територій.

На голові й спині зеленкувате покриття. Малинкуваті шия та живіт. Дещо синє покриття на горішніх краях крил. Підкрильця темні.
- Sturnus vulgaris porphyronotus (Ричард Шарпе́, 1888). Представники цього підвиду населяють Центрально-Західну Азію і Алтайський край.

Дуже схожий на таврійського шпака, але дещо менший і в районах мешкання таврійського шпака не трапляється.
- Sturnus vulgaris nobilior (Г'юме, 1879). Мешканець Афґаністану південно-Східного Туркменістану і прилеглих до них територій Узбекистану та Ірану.

За ознаками схожий на purpurascens, однак, менший та з коротшими крильцями. Пір'я над вухами ґлянцево-малинове з червонуватим ґлянцем на зовнішньому боці крил.
- Sturnus vulgaris humii (Брукс, 1876). Населяє територію від Кашміру до Непалу.

Маленький. Малинкуватий ґлянець доходить до шиї і боків. Також трапляється ґлянцево-зеленого кольору.
- Sturnus vulgaris minor (Г'юме́, 1873). Пакистан

Малих розмірів. Зелене, ґлянцеве покриття на голові, в ділянці живота й спини.

## Короткий опис

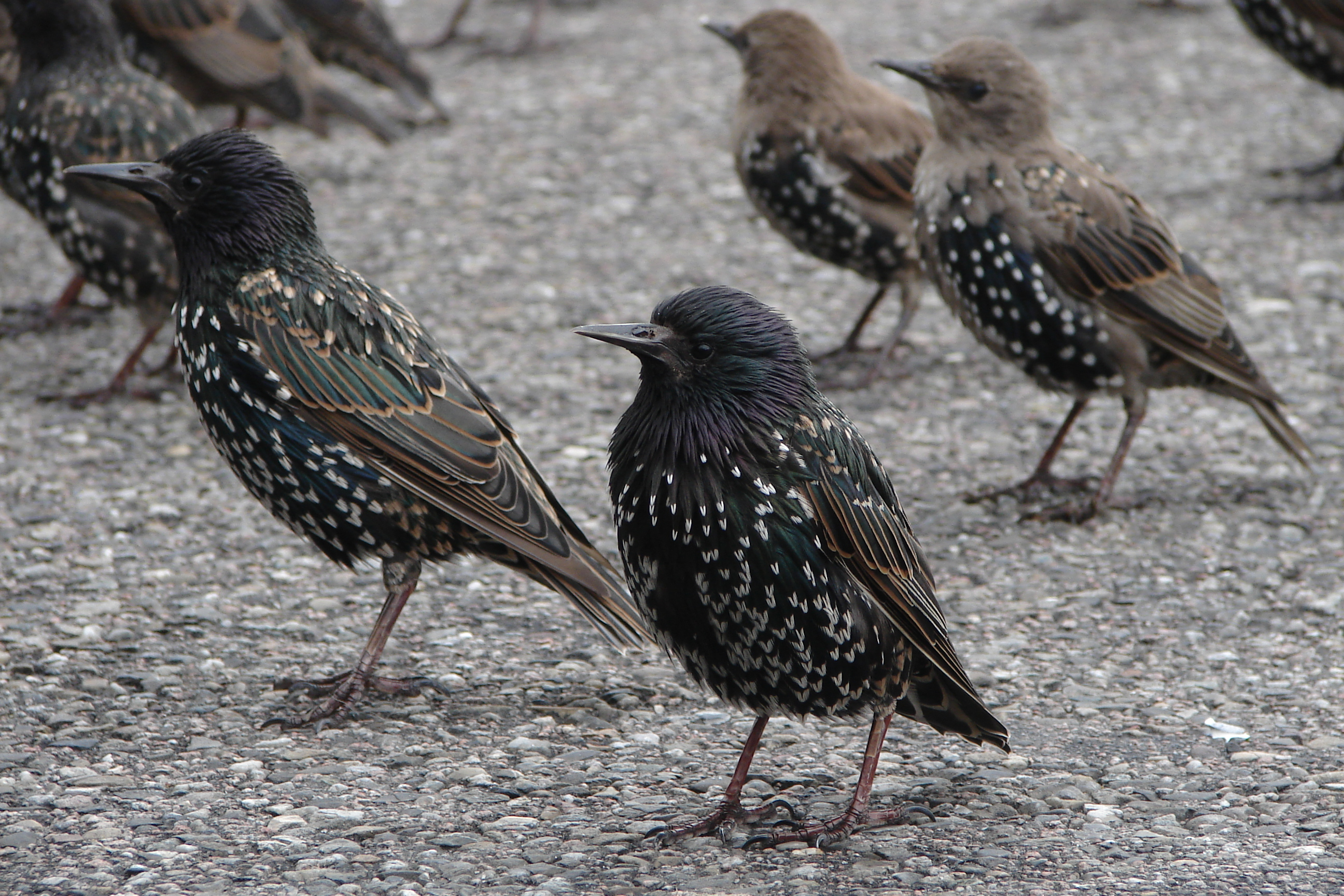
Дорослі та молоді шпаки у час оновлення пір'я

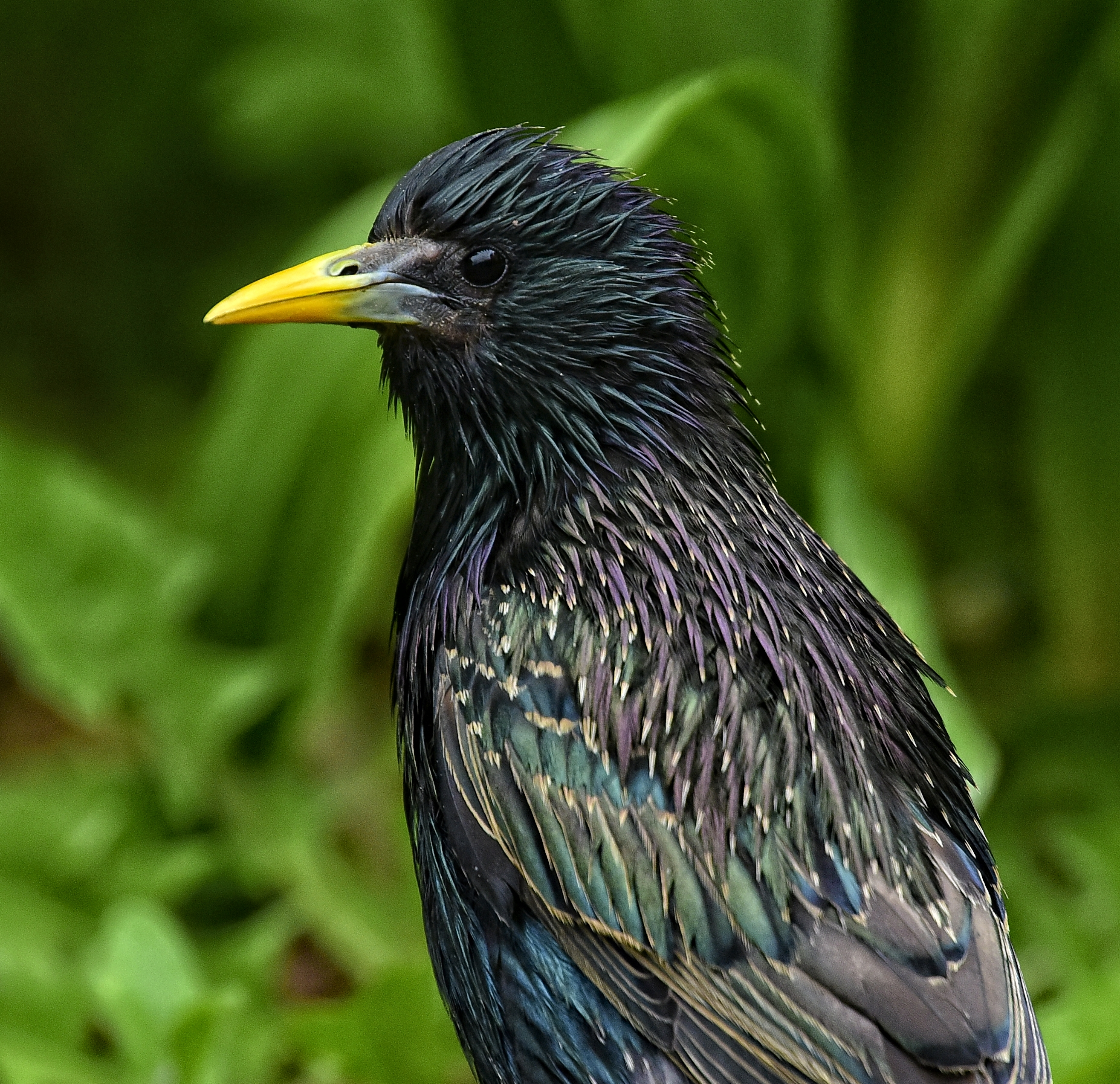
Основа дзьоба у самця синювата

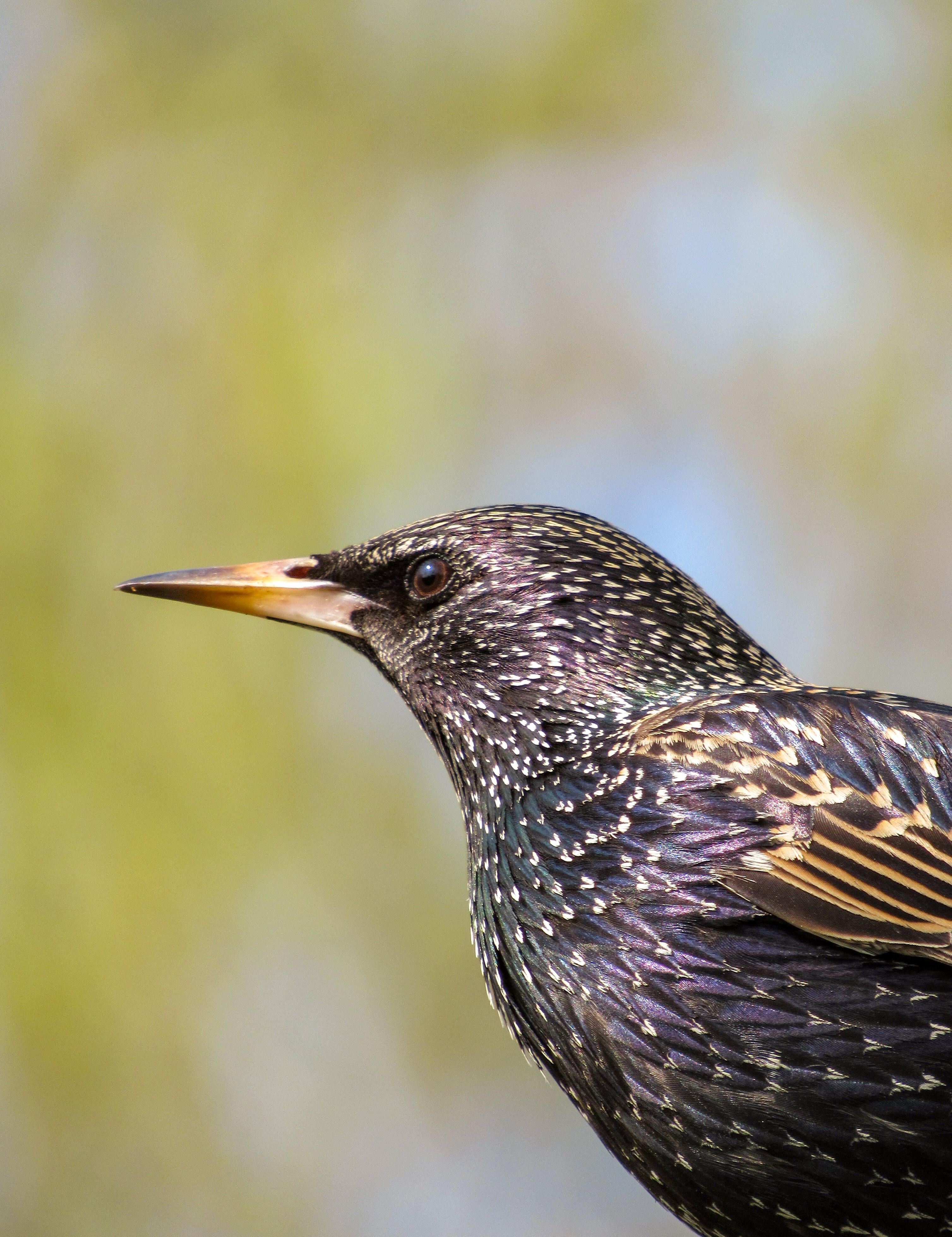
Покриття блискучо-чорне з білими цяточками

Шпак звичайний є, мабуть, одним із найвідоміших птахів у помірних широтах. Птах розміром з дрозда з довгим і прямим дзьобом з трохи сплюсненим кінчиком. Має довжину від 19 до 22 см, вагу від 60 до 90 грамів. Розмах крил шпака сягає 42 см. Покриття блискучо-чорне, ґлянцево-малинове або зелене з білими цяточками, які найпомітніші взимку. Дорослі самці європейських шпаків мають менше білих цяточок, ніж самиці. Пір'я в горловій частині довге і рідке, і часто використовується як видима ознака. Молоді шпаки сіро-бурі, однак, вже в свою першу зиму нагадують дорослих шпаків. Пір'я шпаки оновлюють раз на рік в кінці літа після закінчення сезону парування. Зменшення кількості цяточок під час розмноження є наслідком зношування білявого пір'я грудної частини. Забарвлення дзьоба змінюється з порами року — взимку він бурувато-чорний, а от влітку у самиць стає цитриново-жовтим, а у самців — жовтим із блакитно-сірою основою. Шпаки радше ходять, ніж стрибають. Їх політ впевнений та прямолінійний. Під час польоту шпаки мають трикутний вигляд і здаються короткохвостими.

## Голос

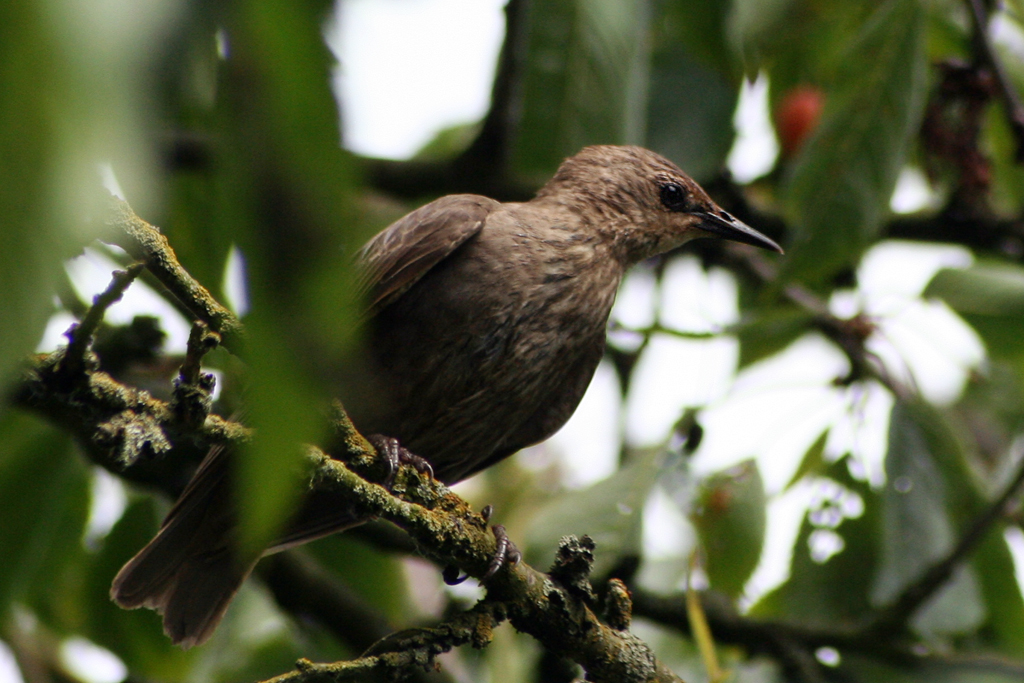
Молодий шпак

Звичайний шпак є досить галасливим птахом з великим розмаїттям як тріскотливих, так і мелодійних звуків, зокрема таких відомих як «вовко-свист».
Шпаки — неабиякі наслідувачі голосів інших тварин. У неволі шпак, як звикне, здатен вивчити безліч різних звуків, мелодій та голосів.
Пісні зазвичай співають самці. Самиці, хоча і рідше, але співають також. Пісні містять у собі багато звуконаслідувань, клацання, вищання, клекотіння, свист. Окрім пісень, було також описано 11 покликів, зокрема поклик зграї, поклик небезпеки, поклик нападу, поклик зібрання. Шпаки задоволено щебечуть під час купання в калюжах, тим самим створюючи багато гамору. Навіть коли зграя зовсім мовчить, узгоджені рухи зграї утворюють притаманний шум, який можна почути за сотні метрів.

## Поширення та місця існування

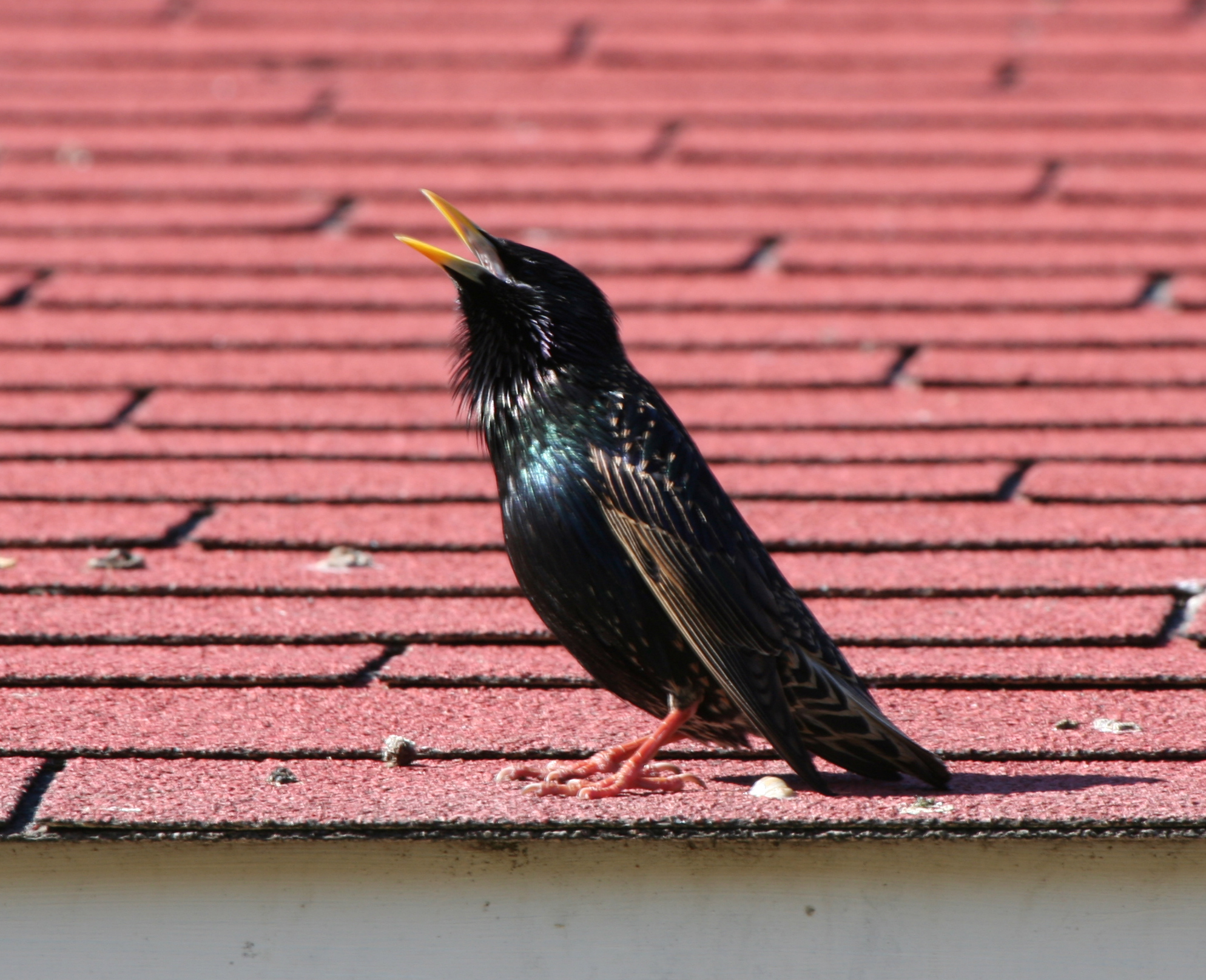
Шпак співає

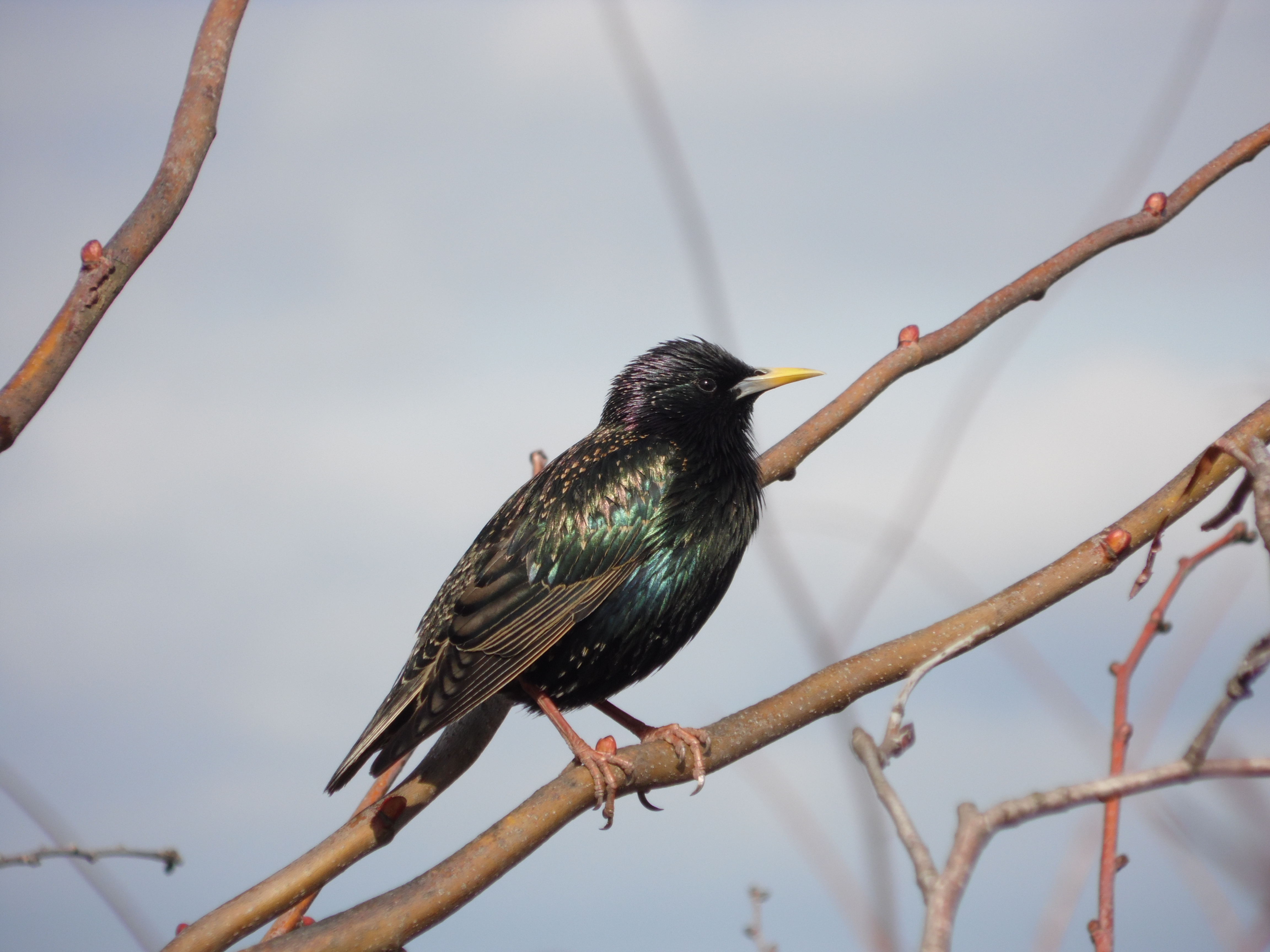
Шпак у передмісті Шепетівки

Шпак зазвичай оселяється у міських та приміських зонах, де є багато штучних споруд, які забезпечують йому місця відпочинку та гніздування. Шпаки також полюбляють осідати в трав'янистих місцинах, особливо тих, де є легкий доступ до фуражів, а також поблизу пасовищ, ігрових і ґольфових полів. Інколи мешкають в лісах і дібровах, рідше в місцях, засаджених кущами. Шпаки дуже рідко мешкають у густих лісах. Саме здатність шпаків до швидкого, невибагливого пристосування сприяла такому широкому їх розповсюдженню майже по всій території земної кулі.

## Поведінка
Шпаки надають перевагу зграйному способу життя, особливо восени і взимку. Число птахів у зграях дуже різне. Бувають зграї з величезною кількістю шпаків. Такі великі зграї дуже часто приваблюють до себе хижих птахів, як-от соколів і яструбів. Утворення зграї може різнитися — від густого кулястого вигляду, до дуже розтягнутих плескатих форм без наявності будь-якого лідерства у зграї. В центрах міст можуть гуртуватися у зграї до півтора мільйона шпаків, створюючи дуже великі проблеми з забрудненням послідом. Відходи, якщо вони у малій кількості, слугують дуже поживним добривом. Однак у великій концентрації ці відходи можуть, через свій хімічний склад, знищувати насадження.
На шпаків дуже часто полюють хижаки. Серед них сапсан, яструби великий, малий, підсоколик великий, боривітер звичайний та інші. Однак, у 1970х роках було виявлено, що споживання шпаками злаків, оброблених хімікатом ДДТ, призвело до того, що при поїданні шпаків в організмі сапсанів накопичувалась велика кількість токсинів. Як наслідок, у яйцях яструбів спостерігались шкідливий вміст органохлорину і набагато тонша стінка шкаралупи, через що репродуктивність яструбів значно знижувалася.
Гнізда шпаків також дуже вразливі для таких хижаків, як горностай, вивірка, ракун.

## Живлення

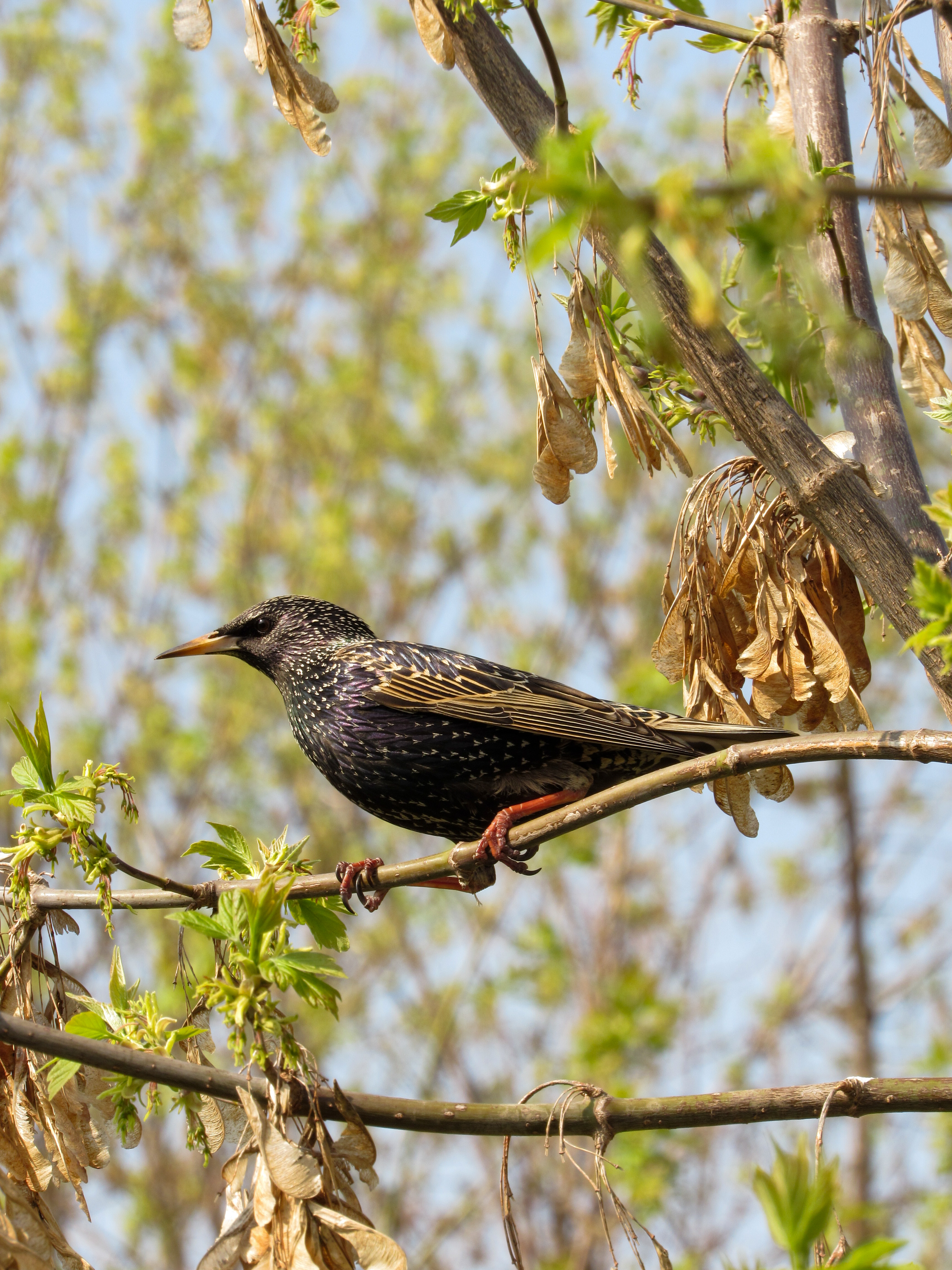
Шпак звичайний біля річки Лопань в Харкові

Шпак є комахоїдним птахом і зазвичай живиться комахами, як гусениці, молі, цикади, також павуками, равликами і маленькими ящірками. Поїдання шпаками комах необхідне для успішного розмноження. Шпаки також живляться і рослинами, зокрема, пшеницею, ячменем, фруктами, нектаром. Шпаки володіють кількома методами здобування їжі. Головним методом є підбирання комах або з поверхні, або з-під поверхні ґрунту. Зазвичай шпаки люблять місця з короткорослими травами, особливо пасовиська. Здобувають їжу здебільшого зграями, де застосовують так звану «кільцеву тактику». Суть цієї тактики полягає в тому, що задні птахи зграї весь час перелітають наперед, а передні залишаються ззаду. Таким чином, кожний птах зграї отримує шанс лідерства, відтак шанс здобуття їжі. Зграї живляться в одному місці тривалий час.

## Розмноження

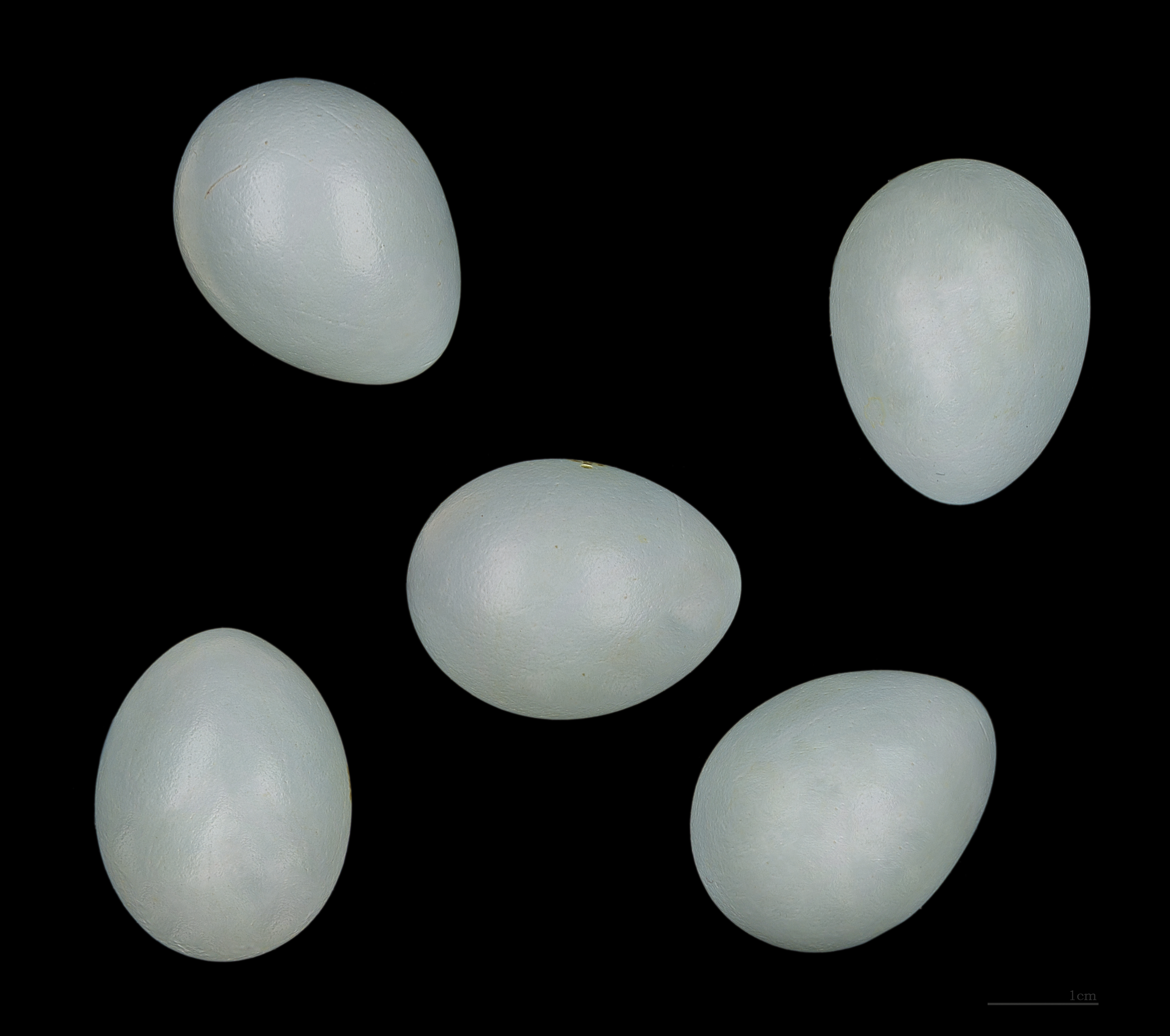
Яйця шпака

Сезон розмноження шпаків починається ранньої весни і літа. Після запліднення самки шпака протягом кількох днів щоденно відкладатимуть яйця. Якщо за цей час якесь яйце губиться, то вона кладе на його місце нове. Яєць, як правило, 4 — 5. Яйця еліптичної форми блакитного, часом білого кольору з ґлянцевою поверхнею. Інкубаційний період триває 13 днів. Обидвоє батьків несуть відповідальність за висиджування яєць. Однак, самка сидить на яйцях більше часу, і характерно те, що вночі яйця висиджує завжди тільки самка. Молоді птахи народжуються сліпими та голими. Перший пух у них з'являється на сьомий день, а бачити починають на дев'ятий. Перебування в гнізді молодих пташенят триває близько трьох тижнів, де їх годують обоє батьків. За весь сезон розмноження шпаки можуть вивести до трьох груп молоді, часто повторно використовуючи ті ж самі гнізда. У термін до двох місяців юні шпаки отримують основне вбрання оперення. Цілком доросле вбрання шпаки отримують через рік.